# Manhattanisation
 (mars 2022).

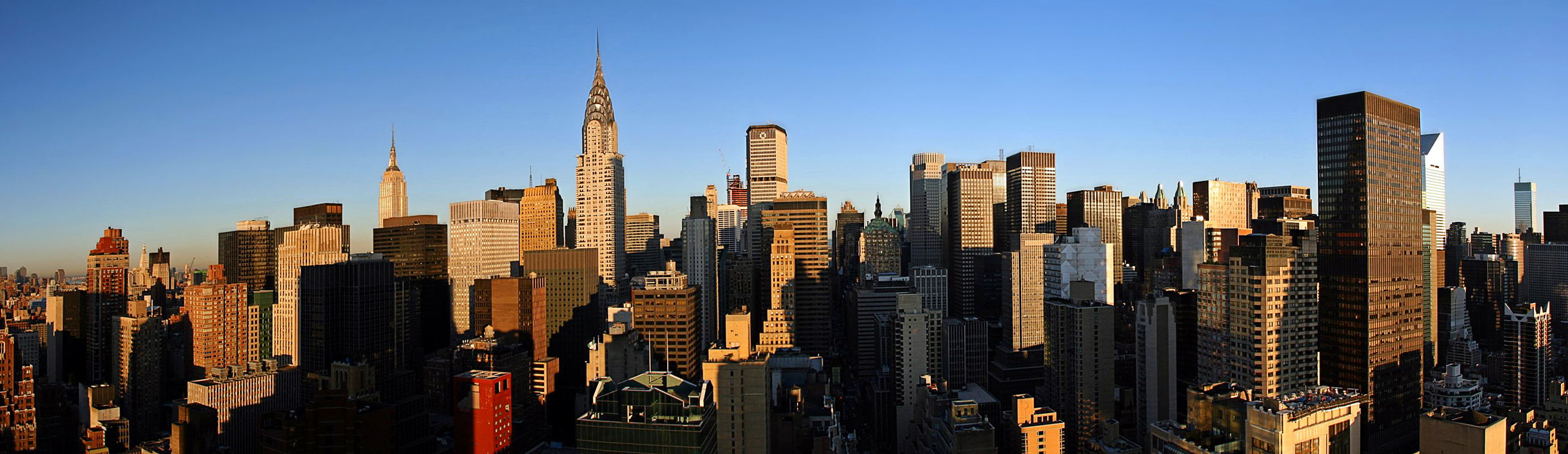
L'île de Manhattan à New York, aux États-Unis, dont le terme est dérivé.

La manhattanisation est un néologisme inventé pour décrire la construction de nombreux immeubles hauts ou densément situés, qui transforme l'apparence et le caractère d'une ville en ce qui ressemble à Manhattan, l'arrondissement le plus densément peuplé de New York. C'était un mot péjoratif utilisé par les critiques des immeubles de grande hauteur construits à San Francisco dans les années 1960 et 1970, qui affirmaient que les gratte -ciel bloqueraient la vue sur la baie et les collines environnantes. Avec une planification urbaine soignée, le phénomène est mieux accepté avec le temps. Le terme a également été utilisé comme mot à la mode pour les développements à haute densité à Las Vegas, Los Angeles, Dubaï,  et Miami au début des années 2000  et à nouveau dans les années 2010. Un autre exemple est le développement de grande hauteur à Toronto depuis 2007, ainsi que le développement rapide des gratte-ciel à Hong Kong depuis les années 1990, permettant finalement à la ville de posséder plus de gratte-ciel que New York,. Le terme a même été appliqué à de nombreuses petites villes américaines qui ont connu une forte augmentation des immeubles locatifs de grande hauteur du centre-ville depuis le 21e siècle. Néanmoins, ces villes devraient multiplier leur population plusieurs fois pour correspondre à la densité de population de Manhattan, bien qu'il s'agisse d'une comparaison biaisée entre une ville et un district, car même les quatre autres "arrondissements extérieurs" de New York devraient près du triple de population pour correspondre à la densité actuelle de Manhattan.

## Francfort

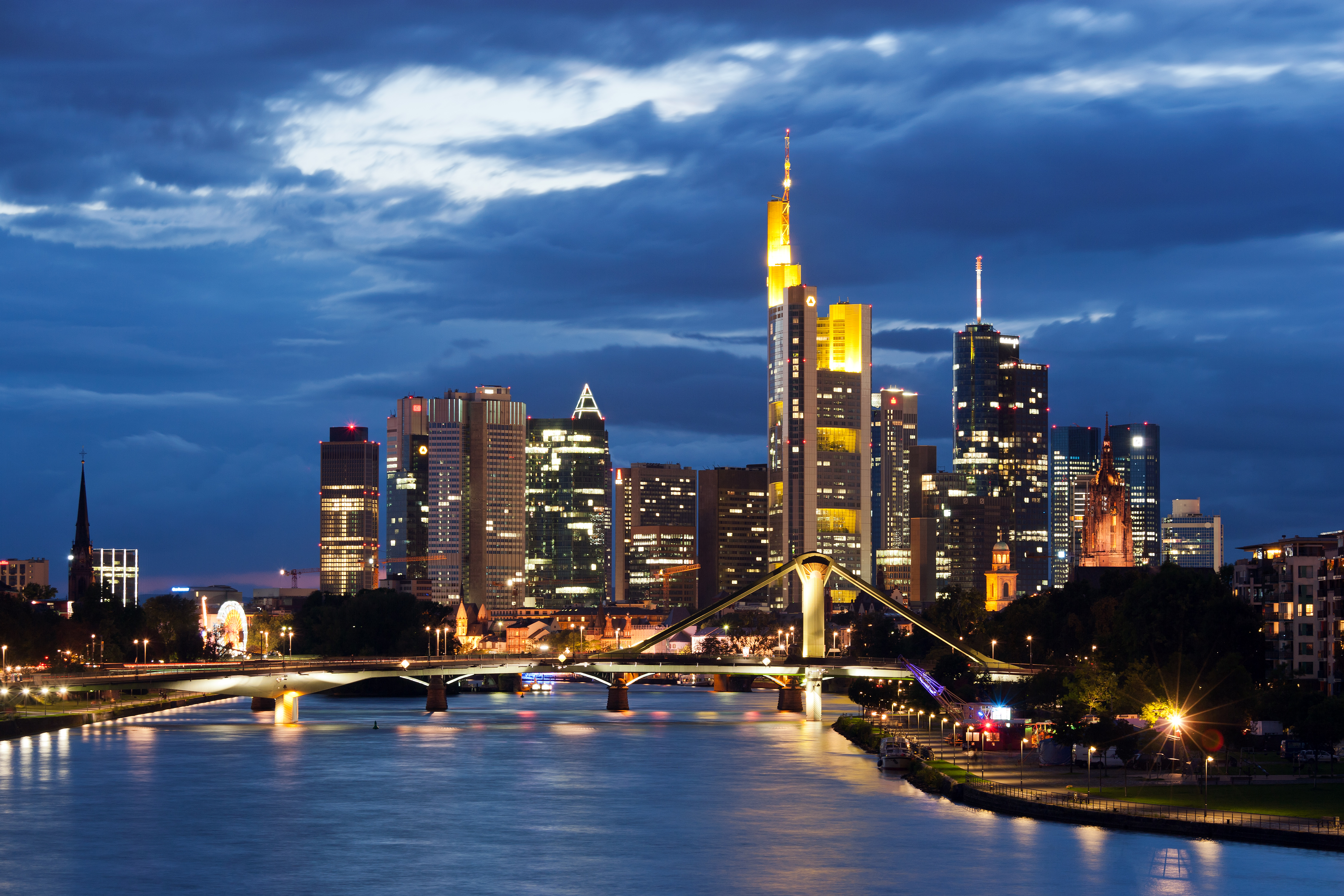
Skyline de Francfort, connue sous le nom de "Mainhattan".

« Mainhattan » est le nom informel du quartier central des affaires de Francfort en Allemagne, en raison de la concentration de gratte-ciel. Le mot est un mot- valise de Main, la rivière qui traverse Francfort et Manhattan. Les premiers immeubles de grande hauteur ont été construits dans les années 1960. À l'origine, l'expression était parfois utilisée avec dérision, mais la connotation a changé pour devenir positive,.

## Miami

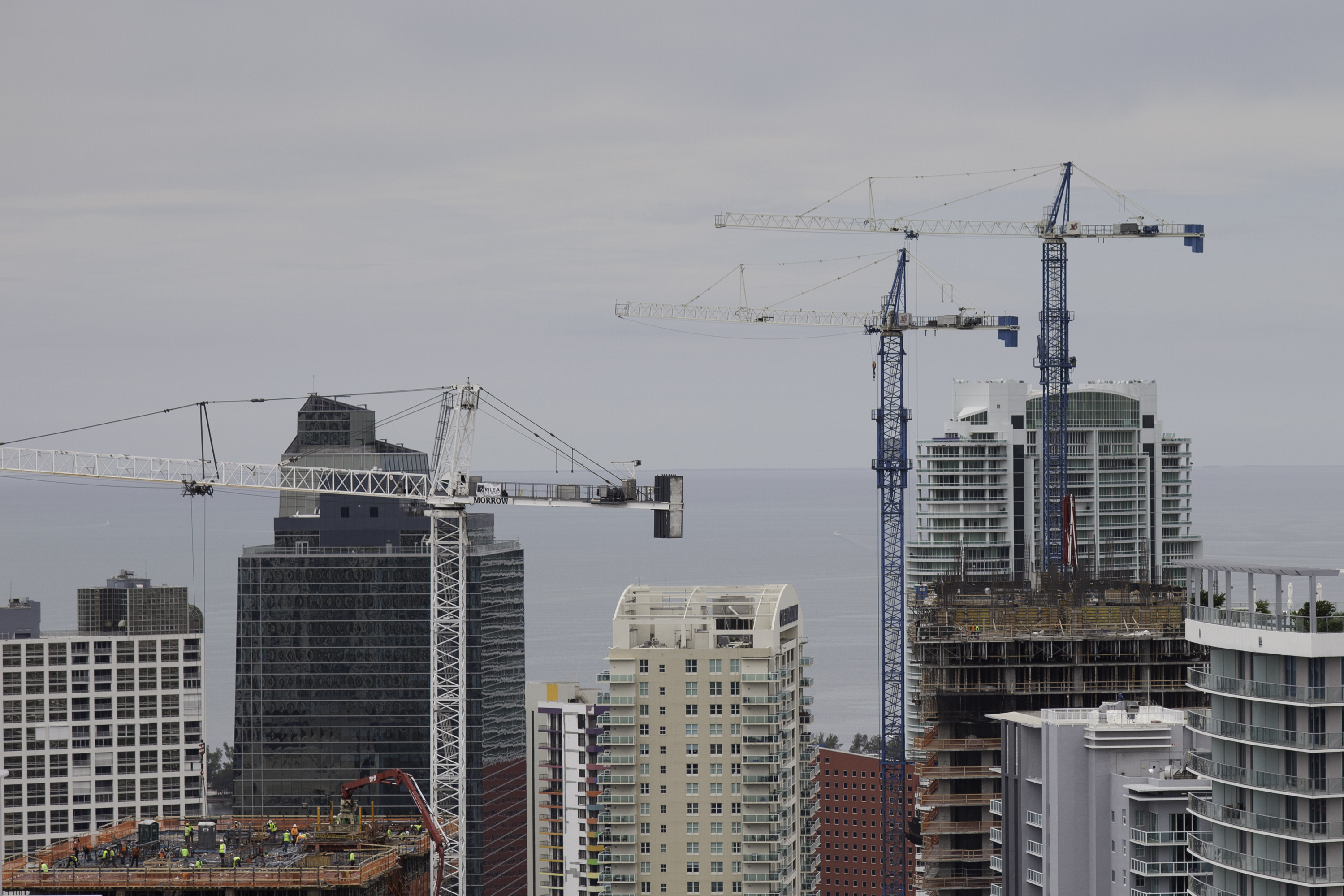
Construction de grande hauteur dans une petite partie du quartier Brickell de Miami en 2015. Tiré de l'une des tours en construction du centre-ville de Brickell.

Le terme «Manhattanisation» a été utilisé pour décrire le boom de 2003 à 2008 des développements immobiliers à Miami qui a entraîné la construction de plus de 50 immeubles de grande hauteur dans toute la ville,. Un deuxième boom du marché du logement a eu lieu à Miami de 2012 à aujourd'hui ( As of November 2015  ). Parallèlement aux plus de dix mille unités résidentielles ajoutées, le centre-ville a connu une revitalisation et une prévalence accrue de l'utilisation de la marche et des transports en commun,, similaire à Manhattan. Miami est parfois comparée à un "sud de Manhattan" non seulement pour ses gratte-ciel, mais aussi pour son grand quartier financier. Miami est désormais la troisième ville américaine avec le plus grand nombre de gratte -ciel (derrière New York et Chicago).

## San Francisco

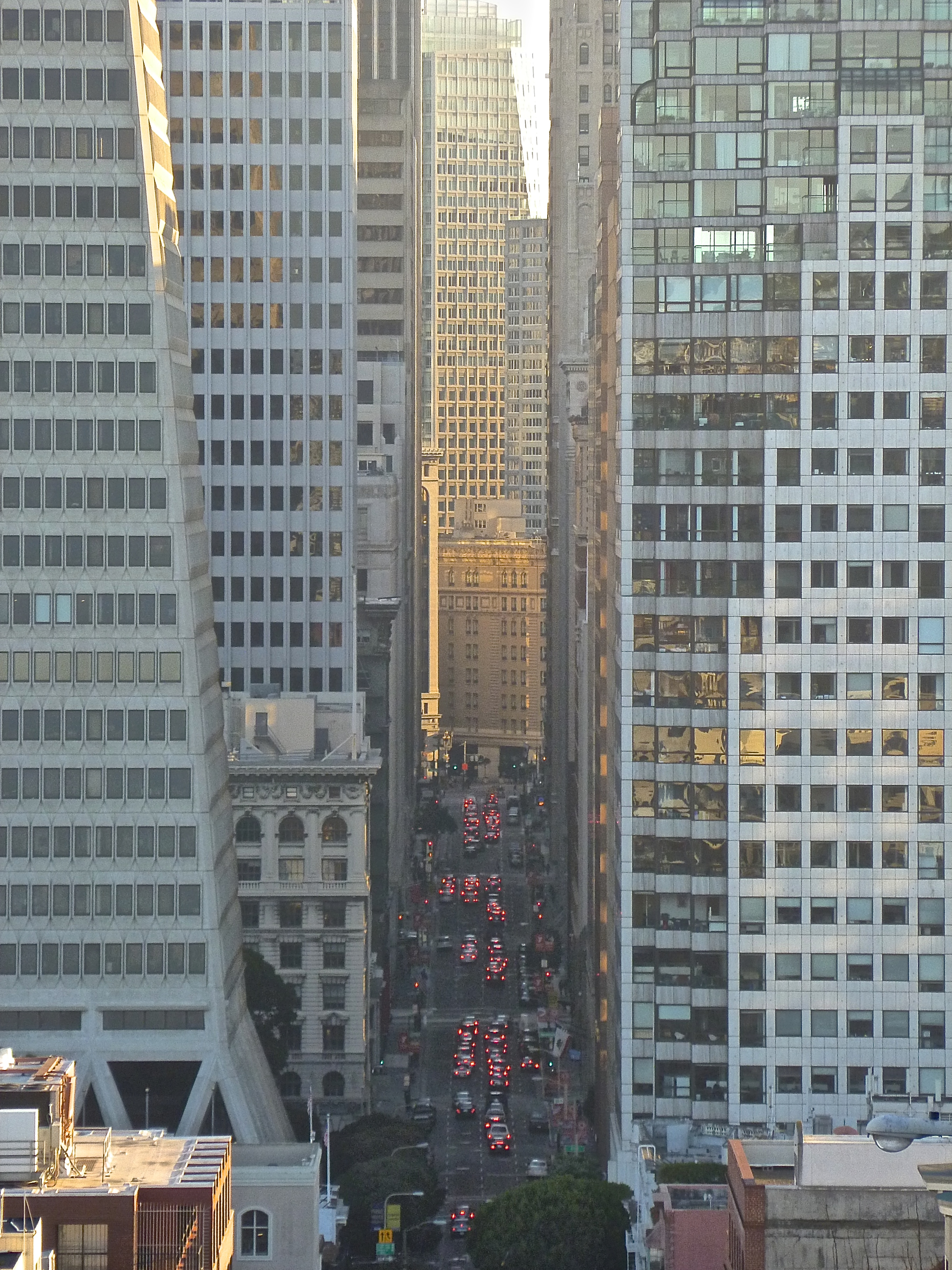
Montgomery Street dans le quartier financier de San Francisco.

Le terme "Manhattanisation" a été initialement utilisé pour décrire la construction de grands gratte-ciel dans le quartier financier de San Francisco dans les années 1970. Depuis, les immeubles de grande hauteur se sont multipliés à San Francisco. Cela s'est étendu au quartier South of Market . De 2000 à 2018, plus de 15 bâtiments de plus de 30 étages ont été construits. Il y a maintenant plus de 160 bâtiments de plus de 73 mètres (240 pi) . Ceci est potentiellement inquiétant car la zone où se trouvent la plupart des gratte-ciel se trouve sur des terres à fort potentiel de liquéfaction des sols.

## Galerie

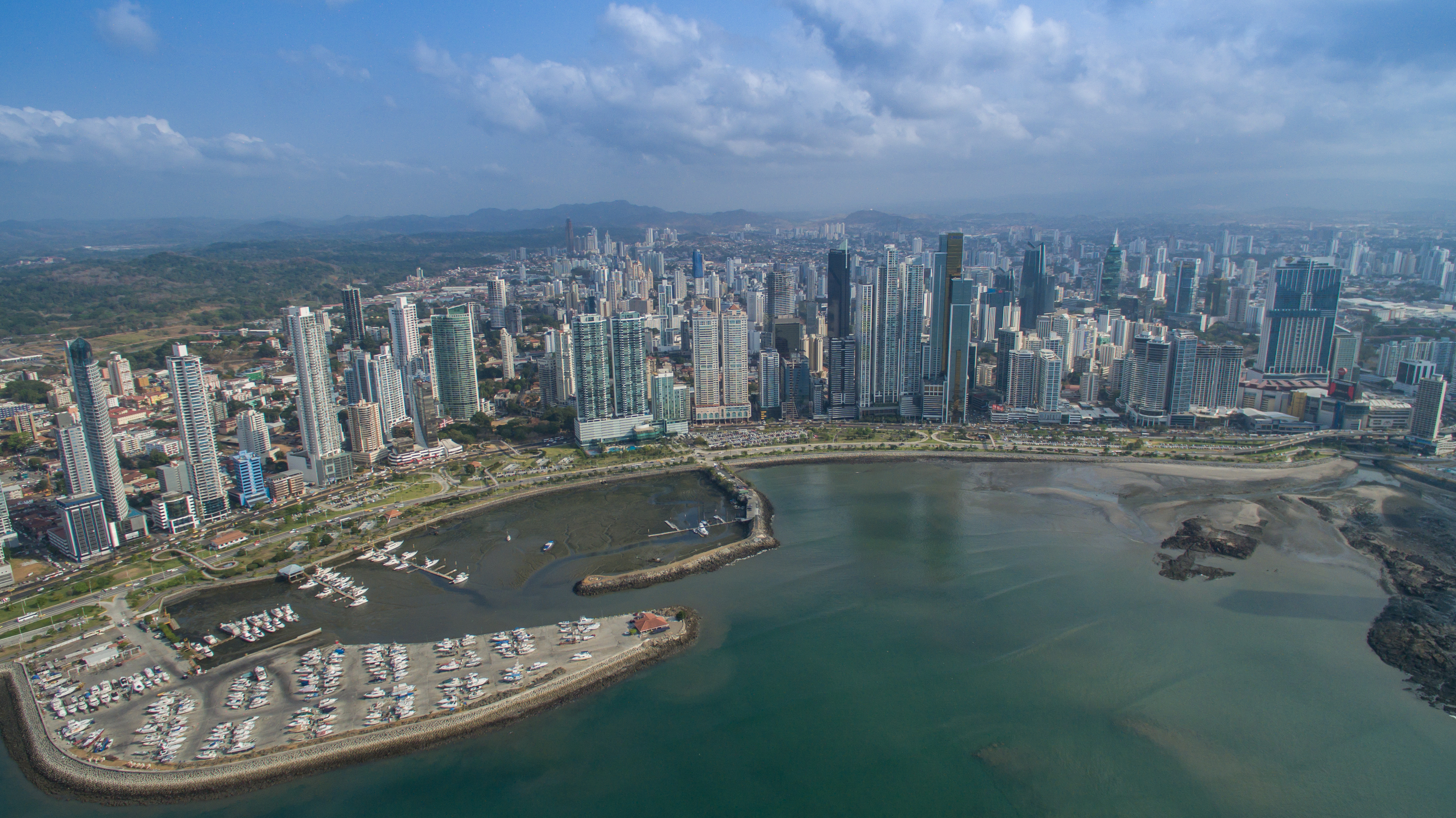
"Panhattan", l'horizon de Panama City, la capitale du Panama
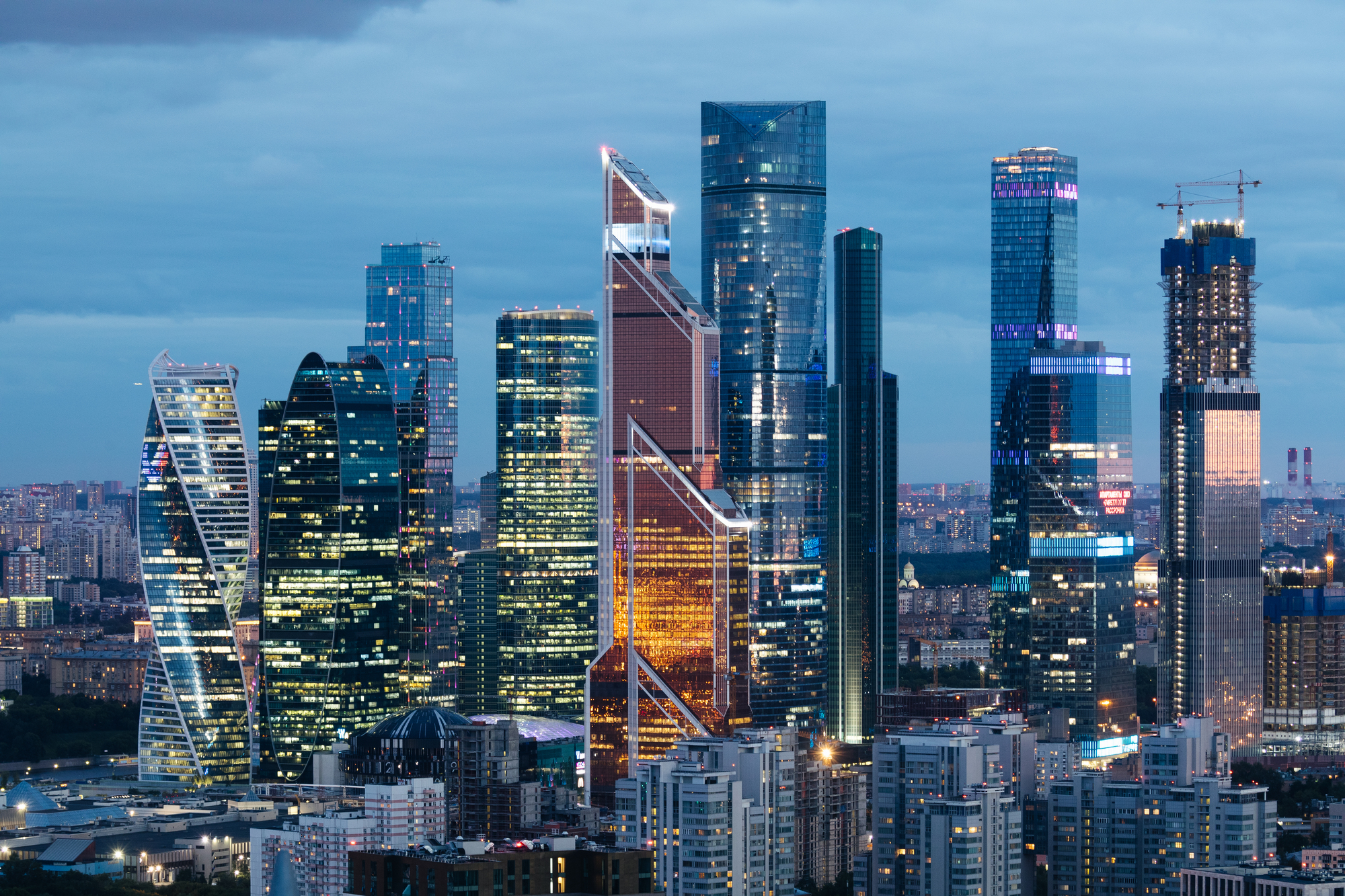
Moskva-City, Moscou, Russie
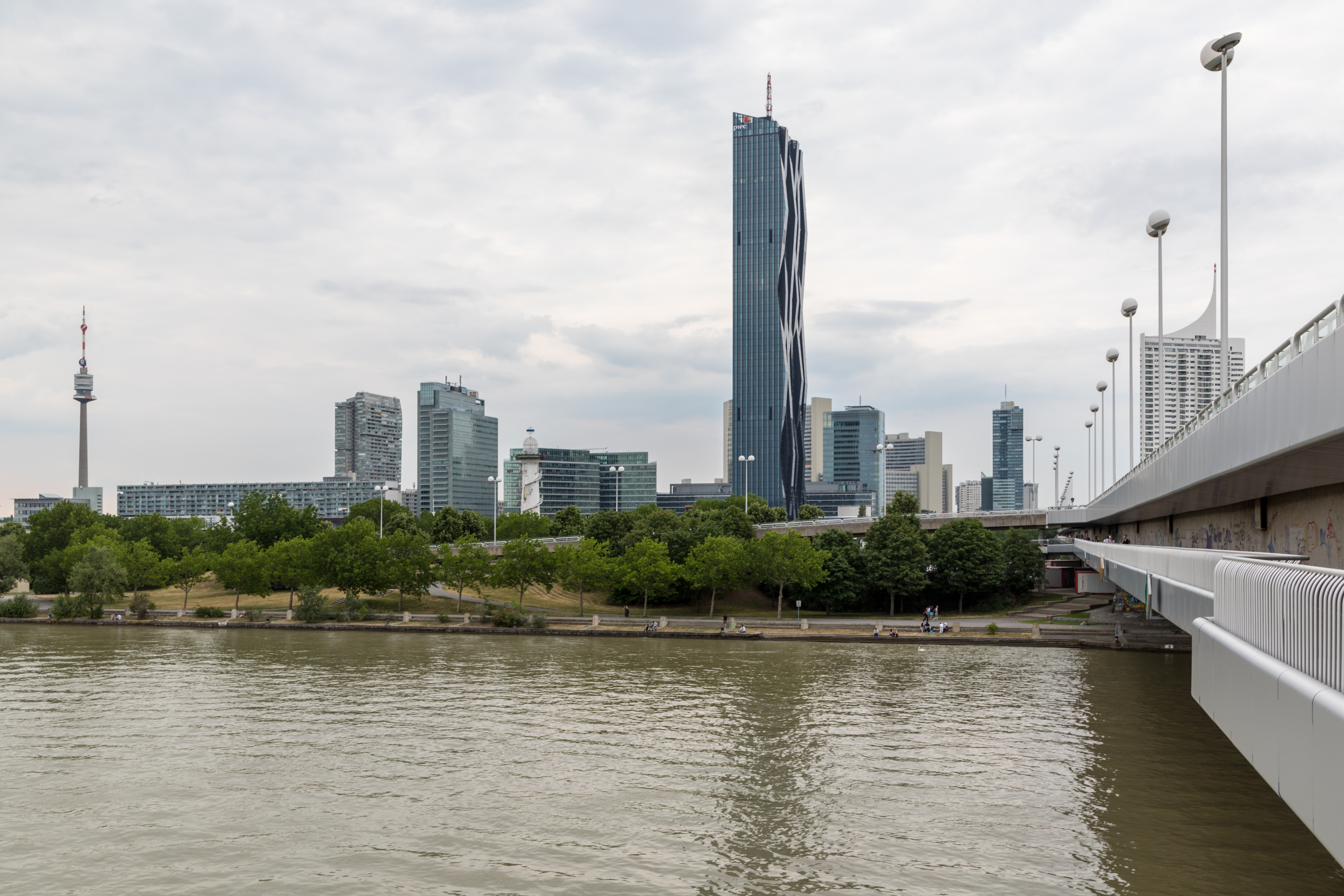
Donau City Vienne, Autriche
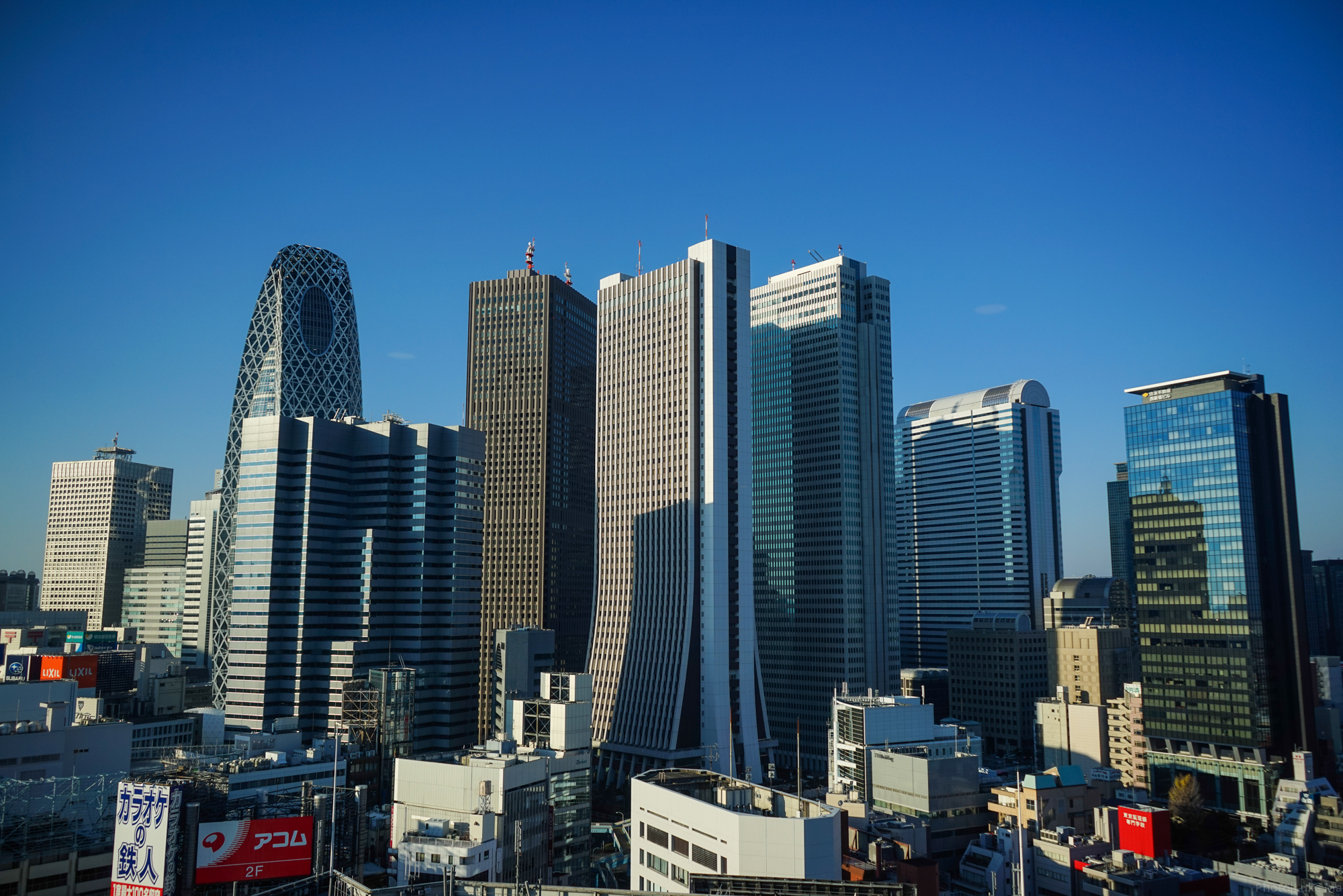
Shinjuku comme symbole de la Manhattanisation de Tokyo, connue sous le nom de "Kyohattan".